# 立体電子効果
立体電子効果（りったいでんしこうか、英: stereoelectronic effect）とは、ある特定の立体配座や立体配置においてのみ働く軌道間の相互作用によって、化合物の構造や安定性や反応性に影響が及ぶことをいう。
軌道同士が相互作用するためには空間的に近接しなければならないので、化合物がある特定の立体配座や立体配置をとった時にだけ相互作用が働くことがある。するとその特定の配座や配置が安定化されたり、それらの持つ反応性が強調されることになる。

## ゴーシュ効果
例えば、ヒドラジン (H2N-NH2) においては孤立電子対のクーロン反発を考えると、2つの孤立電子対がアンチペリプラナーに位置する立体配座が最も安定であるように考えられる。しかし、実際には孤立電子対が60度の角度をなすゴーシュの配座の方が安定である。これをゴーシュ効果という。これはゴーシュの立体配座では孤立電子対がN-H結合のσ*軌道と共役し、非局在化されるためにクーロン反発が減り安定化されていると考えられている。アンチペリプラナーの立体配座では孤立電子対とN-H結合のσ*軌道が離れているため、このような相互作用は存在しない。

## アノマー効果
ピラノースのような2位にヘテロ原子置換基Xを持つテトラヒドロピラン誘導体においては、その環内の酸素原子を炭素原子に置き換えたシクロヘキサン誘導体に比べるとα-アノマーがβ-アノマーに対して著しく安定であるという特徴がある。これをアノマー効果という。アノマー効果もゴーシュ効果と同様に、α-アノマーにおいて環内の酸素原子のアキシアル方向に存在する孤立電子対がC-X結合(X=ヘテロ原子)のσ*軌道と共役し、非局在化されるためにクーロン反発が減り安定化されていると考えられている。また反結合性軌道であるσ*軌道に電子が入るため、C-X結合の結合距離は通常の結合距離より若干長くなる。β-アノマーではこのような相互作用は存在しない。アノマー効果はC-X結合（X=ヘテロ原子）のσ*軌道のエネルギーが低いほど、すなわちヘテロ原子の電気陰性度が大きいほど顕著になる。
α位にハロゲン置換基を持つカルボニル基への求核付加反応においては、ハロゲン置換基とカルボニル基の2面角が90度になったときにC-X結合（X=ヘテロ原子）のσ*軌道がカルボニル基のπ*軌道と共役するために付加してくる求核剤の電子が安定化されて活性化エネルギーが低くなる。そのためこの立体配座からの反応生成物が主な生成物となるというように立体選択性が説明されている（フェルキン-アーンのモデル）。